# Intra-European Organisation of Tax Administrations

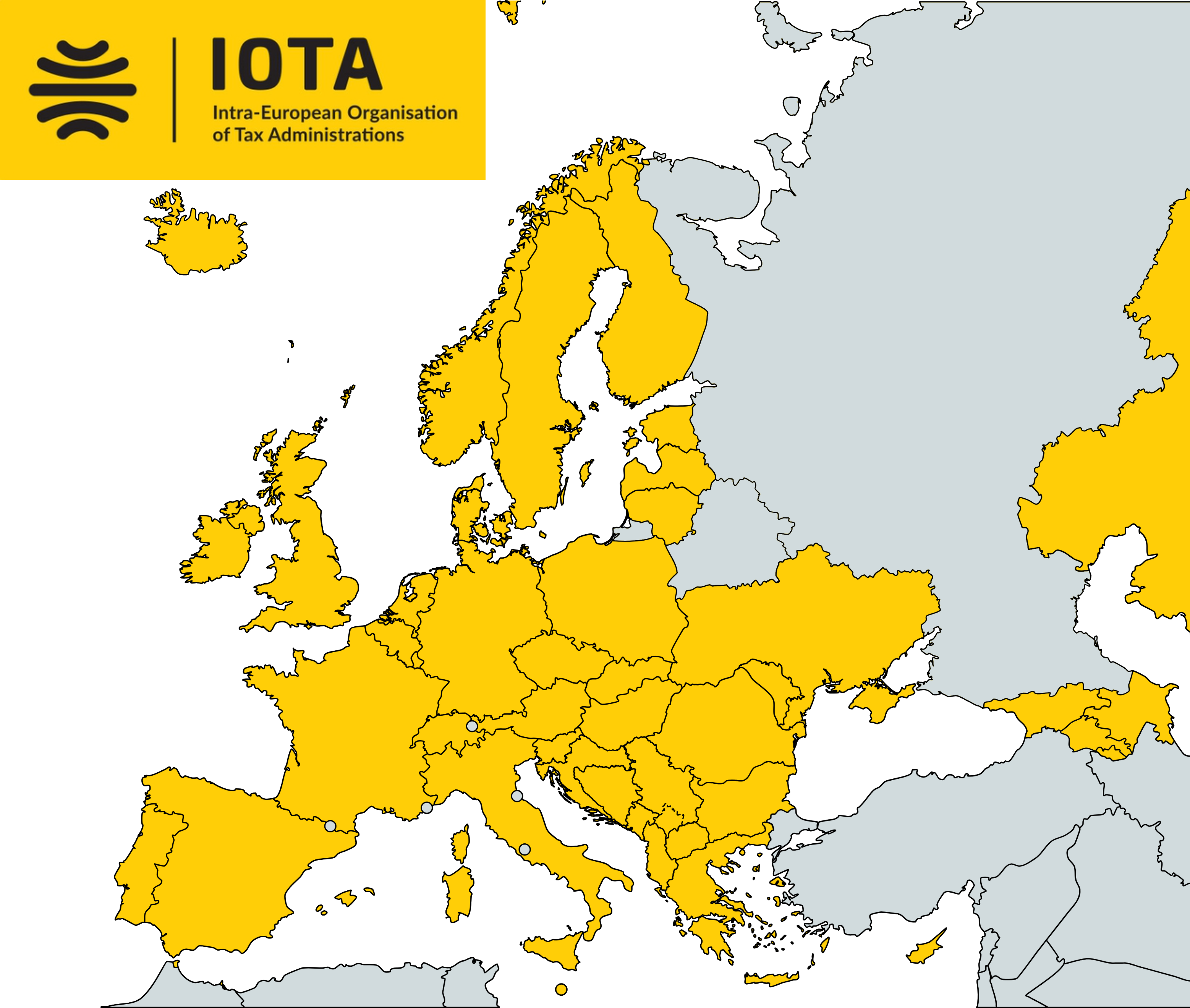
Karte der Mitgliedsländer (2024)

Die Intra-European Organisation of Tax Administrations (IOTA) (innereuropäische Organisation der Steuerverwaltungen) ist ein zwischenstaatlicher Verbund mit dem Themenschwerpunkt der Transparenz und Nachhaltigkeit öffentlicher Finanzen. Die Idee kam im Rahmen des europäischen Einigungsprozesses 1995 auf und führte 1997 zur operativen Arbeitsaufnahme der IOTA.
Die IOTA hat zurzeit 44 Steuerverwaltungen als Mitglieder (43 Vollmitglieder und ein assoziiertes Mitglied).
Die 1996 gegründete Vereinigung hat ihren Sitz in Budapest.

## Mitglieder
Dem Verbund gehören folgende Länder an:
- Albanien
- Armenien
- Aserbaidschan
- Belgien
- Bosnien und Herzegowina
- Bulgarien
- Dänemark
- Deutschland
- Estland
- Finnland
- Frankreich
- Georgien
- Griechenland
- Irland
- Island
- Italien
- Kasachstan
- Kroatien
- Lettland
- Litauen
- Luxemburg
- Malta
- Moldau
- Montenegro
- Luxemburg
- Niederlande
- Nordmazedonien
- Norwegen
- Österreich
- Polen
- Portugal
- Republika Srpska
- Rumänien
- Serbien
- Slowakei
- Slowenien
- Spanien
- Schweden
- Schweiz
- Tschechien
- Ukraine
- Ungarn
- Vereinigtes Königreich
- Zypern

Assoziiertes Mitglied:
- Südkorea